# Apalonia seticornis
Apalonia seticornis  (лат.) — вид жуков-стафилинид из подсемейства Aleocharinae. Северная Америка.
Мелкие коротконадкрылые жуки. Интегумент без микроскульптуры. Тело с экстремально длинными макросетами. Галеа и лациния короткие (длина галеа примерно в три раза больше основания)
Число члеников лапок на передней, средней и задней парах ног соответственно равно 4-5-5 (формула лапок). C кочевыми муравьями из подсемейства Ecitoninae не связаны. Вид был впервые описан в 1906 году американским энтомологом Тосом Кейси (Casey, Thos. L.; 1906). У личинок отмечены морфологические черты, характерные для микофагии. Лабрум личинок слит с клипеусом.. 